# Porte de France (Nîmes)
Pour les articles homonymes, voir Porte de France.

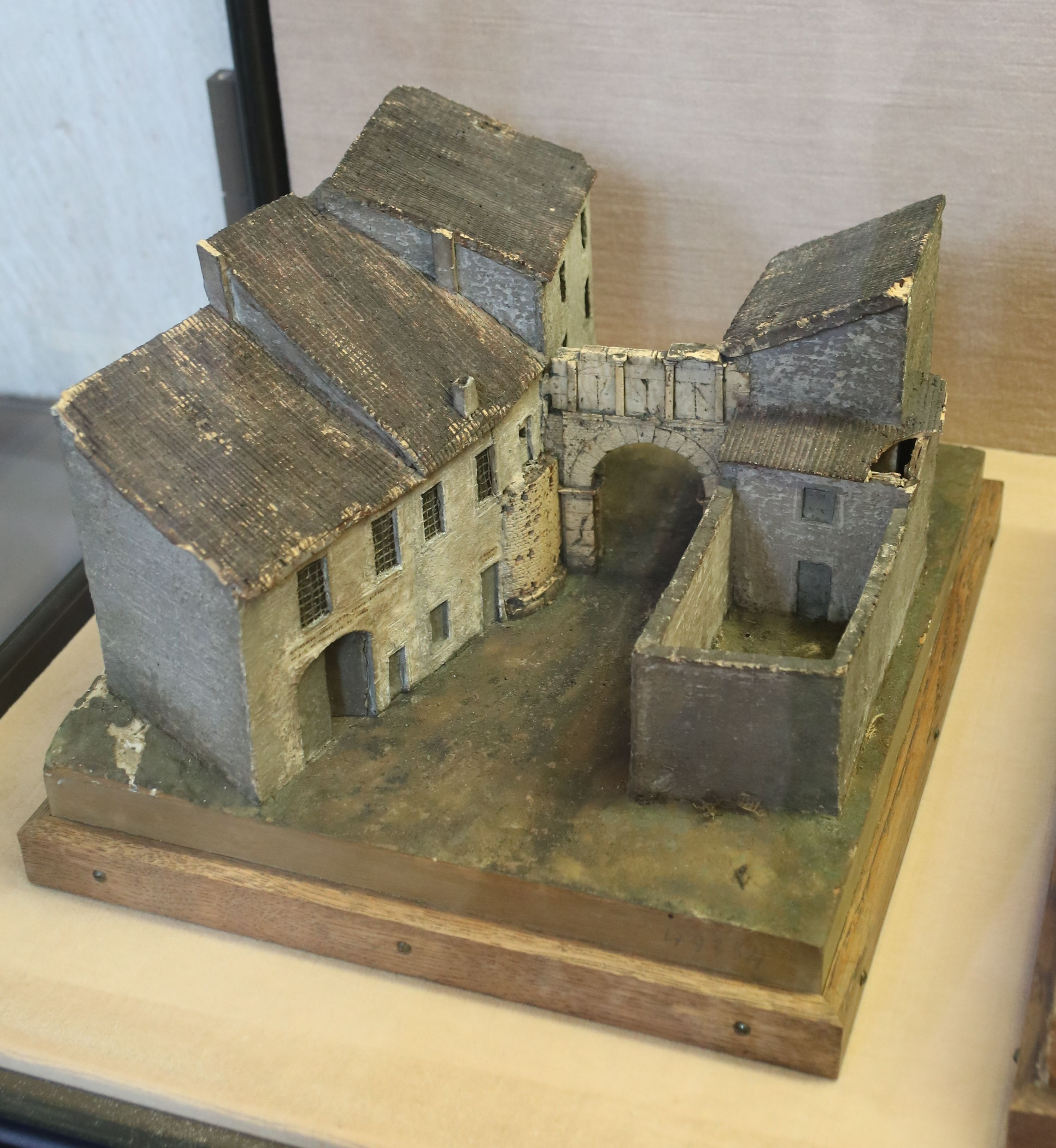
Maquette de la porte de France, à Nîmes. Plâtre et liège, avant 1839. Musée d'Archéologie nationale.

La porte de France est un monument romain construit au Ier siècle av. J.-C. à Nîmes, dans le Gard. 

## Historique
La construction de la porte de France remonte au Ier siècle av. J.-C. Elle faisait alors partie de la longue enceinte romaine de Nîmes. Cette porte de ville n’était pas aussi importante que les deux entrées principales (à savoir la porte d'Auguste et la porte du Cadereau), mais elle reste connue aujourd’hui en raison de son état de conservation. Bien qu'il s’agissait alors d’une porte relativement modeste, elle était malgré tout pourvue d’une herse. Contrairement à ce que l’on pensait avant la découverte de l’existence de la porte du Cadereau, elle ne desservait pas la voie domitienne vers l’Hispanie, mais plutôt une voie secondaire. Il existait sans doute plusieurs portes de ce type dans la ville. Cela étant, il s’agit de la seule ayant subsisté. Aujourd'hui, elle donne son nom à la rue qui la traverse, la rue Porte de France.
La porte de France de Nîmes fait l'objet d'un classement au titre des monuments historiques par la liste de 1840.
À partir de 2024, il est question de rendre piétonne la rue traversant la Porte de France.

## Structure
La porte est pourvue d'un passage simple en arc plein cintre. La partie supérieure comporte les vestiges de quatre pilastres et d'une corniche.